# 2000年12月25日日食
2000年12月25日日食是一次日偏食，發生於2000年12月25日。新月當天（即朔日），地球上觀測到月球和太阳的角距離極小，此時月球如果恰好在月球交點附近，穿過太阳和地球之間，與地球、太阳接近一直線，則會出現日食。由於月球偏北或偏南，本影及偽本影從地球以北或以南經過而未接觸地表，只有半影覆蓋了地球北端或南端部分區域，形成日偏食。此次日偏食月球偏北，出現在北美洲大部和亚速尔群岛。
通常每年有2次日食，而2000年共有4次，全都是日偏食。本次日食是其中第四次，即最後一次。

## 日食概況

### 出現區域
本次日偏食可在北美洲除阿拉斯加大部、加拿大北部、格陵兰大部、墨西哥西南側沿海、尼加拉瓜南部、哥斯达黎加、巴拿马、向風群島、背风安的列斯群岛東部外的大部分，及亚速尔群岛看到。

### 基本參數
- 類型：日偏食
- 食分最大處（位於加拿大巴芬島西南部福克斯灣海岸）資料：
  - 時間：2000年12月25日17:34:53
  - 地點：66°18′N 74°06′W / 66.3°N 74.1°W
  - 食分：0.7228（日食帶內最大）[3]

## 圖片
| 此次日偏食過程中月影在地表移動的動畫 | 美国明尼阿波利斯的日偏食，通過天文望远镜投影在紙上 |

## 相關的日食

### 2000-2003年的日食
月球交替位於相對的月球交點時，以半個交點年（食年），即約177天又4小時間隔出現下列日食。
註：2000年2月5日和2000年7月31日的日偏食屬於上一組交點年系列。
| 日食列表  |           |           |           |           |           |           |           |           |           |           |           |
| 1997-2000 | 2000-2003 | 2004-2007 | 2008-2011 | 2011-2014 | 2015-2018 | 2018-2021 | 2022-2025 | 2026-2029 | 2029-2032 | 2033-2036 | 2036-2039 |

| 升交點                   | 升交點                  |                              | 降交點                    | 降交點 |
| 沙羅週期                 | 地圖                    | 沙羅週期                     | 地圖                      |        |
| 117                      | 2000年7月1日 偏食（南） | 122                          | 2000年12月25日 偏食（北） |        |
| 127 赞比亚路沙卡的日全食 | 2001年6月21日 全食      | 132 美国明尼阿波利斯的日偏食 | 2001年12月14日 環食       |        |
| 137 美国洛杉矶的日偏食   | 2002年6月10日 環食      | 142 澳大利亚伍默拉的日全食   | 2002年12月4日 全食        |        |
| 147 蘇格蘭庫洛登的日環食 | 2003年5月31日 環食      | 152                          | 2003年11月23日 全食       |        |

### 沙羅周期
沙羅周期長度為18年11天。本次日食屬於沙羅周期122，共包含70次日食，依次為991年4月17日至1117年7月1日的8次日偏食、1135年7月12日至1171年8月3日的3次日全食、1189年8月13日至1207年8月25日的2次全環食（亦稱混合食）、1225年9月4日至1874年10月10日的37次日環食、1892年10月20日至2235年5月17日的20次日偏食，總共歷時1244.08年。其中最長的全食發生於1135年7月12日，共持續了1分25秒。
下表列舉了1901年至2100年間發生的屬於該周期的日食，是第52至62次：
| 52            | 53             | 54             |
| ------------- | -------------- | -------------- |
| 1910年11月2日 | 1928年11月12日 | 1946年11月23日 |
| 55            | 56             | 57             |
| 1964年12月4日 | 1982年12月15日 | 2000年12月25日 |
| 58            | 59             | 60             |
| 2019年1月6日  | 2037年1月16日  | 2055年1月27日  |
| 61            | 62             |                |
| 2073年2月7日  | 2091年2月18日  |                |

## 資料來源
1. ↑  樊忠玉. . 中国天文科普网.   [2016-01-04]. （原始内容存档于2014-09-17）.
2. ↑  Fred Espenak. . NASA Eclipse Web Site.   [2016-01-04]. （原始内容存档于2016-03-04）.（英文）
3. ↑  Fred Espenak. . NASA Eclipse Web Site.   [2016-01-04]. （原始内容存档于2016-03-04）.（英文）
4. ↑  Fred Espenak. . NASA Eclipse Web Site.（英文）

## 外部連結
- NASA日食專頁（页面存档备份，存于）（英文）
- 可見區域圖和時間統計：由弗雷德·埃斯佩納克做出的日食預報，NASA/GSFC
  - 貝塞爾元素
- 第二個千禧年，最後一次日蝕，2001年1月5日每日一天文圖，拍攝於美国北卡罗来纳州卡瑞

| \| \| 日食 \|                             |                               |                                           |
| 上一次日食： 2000年7月31日日食 （日偏食） | 2000年12月25日日食 （日偏食） | 下一次日食： 2001年6月21日日食 （日全食） |
| 上一次日偏食： 2000年7月31日日食          | 2000年12月25日日食 （日偏食） | 下一次日偏食： 2004年4月19日日食          |
|                                           | 日食                          |                                           |